# Транспортное предприятие
Тра́нспортное предприя́тие — промышленное предприятие, основной задачей которого является перевозка людей и/или транспортировка грузов.
Транспортные предприятия подразделяются на: 
- предприятия, осуществляющие пассажирские перевозки,
- предприятия, осуществляющие грузовые перевозки,
- смешанные предприятия, осуществляющие грузо-пассажирские перевозки.

Грузовые перевозки принято разделять на транспортные и логистические (или экспедиторские) компании. Транспортные компании работают преимущественно со своим автопарком, логистические, в основном, передают заказ конечному исполнителю. В зависимости от текущей экономической ситуации может быть выгодно содержать свой автопарк или, наоборот, избавляться от него. Таким образом транспортное предприятие может преобразовываться в логистическую компанию и обратно. Важными факторами принятия решения являются размер ключевой ставки, стоимость техники, доступность персонала на рынке труда.

## Типы транспортных предприятийРоссиипо видам используемого транспорта
Железнодорожный транспорт
- ОАО «Российские железные дороги» — объединённая грузо-пассажирская компания — естественный монополист.
- Предприятия промышленного железнодорожного транспорта (ППЖТ).
- Прочие грузо-пассажирские железнодорожные компании (например, ОАО «Железные дороги Якутии»).
- Отдельные компании пригородных железнодорожных перевозок.
- Метрополитены.

Наземный общественный и автомобильный транспорт
- Объединённые муниципальные предприятия городского транспорта (например, ГУП «Мосгортранс»).
- Транспортно-экспедиторские предприятия по перевозке грузов (например, Деловые Линии, ПЭК).
- Предприятия городского электротранспорта, трамвайно-троллейбусные управления.
- Автотранспортные предприятия: осуществляющие автобусные перевозки пассажирские и грузовые по перевозке грузов — ПАТП, АТП.
- Таксомоторные парки.

Водный транспорт
- Речные пароходства.
- Морские пароходства.

Воздушный транспорт
- Пассажирские авиапредприятия (авиакомпании).
- Авиапредприятия грузовых перевозок.